# 아키바 리에
아키바 리에(일본어: 秋葉 里枝, 1987년 2월 7일 ~ )는 일본 사이타마현 출신인 일본 여성이다. 현재 대한민국에서 KBS 미녀들의 수다에 출연하는 등 방송인으로 활동중이다.
아이돌 시절 예명은 스기모토 히토미(일본어: 杉本 瞳)이었고 현재 니혼 대학 휴학중이다.
대한민국에서는 god 보통날 뮤직비디오로 데뷔했고 KBS 2TV 미녀들의 수다에서 일본인 패널로 출연했다. 특히 출연한 패널들중에 얼굴이 가장 작다고 알려져 화제가 되었다. 2016년작 영화인 덕혜옹주에서는 일본인 간호사 역할로도 출연했다.
밴드 러브홀릭스 출신의 가수이자 음악 감독인 이재학과 2017년 1월 13일에 결혼하였다. 2018년 3월 11일에는 슈퍼맨이 돌아왔다에서 샘 해밍턴과 그의 장남 윌리엄, 차남 벤틀리와 전 패널 절친들 에바 포피엘와 그의 차남 노아, 크리스티나와 함께 최초로 장녀가 공개되었다.

## 예능/오락
- 2007년 ~ 2009년 《미녀들의 수다 Season1 패널 출연》
- 2010년 KBS2 《미녀들의 수다 Season2 패널 출연》
- 2011년 On Style 《스마트 트래블러 인 도쿄》
- 2014년 ~ 2015년 채널W 《리에바라》
- 2016년 JTBC 《슈퍼맨을 만나다》

## 뮤직비디오
- 2004년 god - 보통날

## 드라마 & 시트콤
- 2010년 MBC 특집드라마 《된장 군과 낫토 짱의 결혼 전쟁》 - 스즈키 다카코 역
- 2014년 MBC 뮤직 월요시트콤 《멘탈사수》
- 2025년 Disney+ 오리지널 드라마 《트리거》 - 사토 하루 역

## 영화
- 2016년 《덕혜옹주》 - 마츠자와 정신병원 간호사 역

## 같이 보기
- 후지타 사유리
- 토키와 후사코
- 아사다 에미